# جاي وليامز (كرة سلة)
جاي وليامز (بالإنجليزية: Jay Williams)‏ مواليد 10 سبتمبر 1981 في نيو جيرسي، هو لاعب كرة سلة أمريكي سابق بدأ مسيرته الاحترافية في سنة 2002. يبلغ طوله 6 قدم 2 بوصة (1.9 م). مثّل منتخب بلاده. اعتزل اللعب في 2006.

## فرق لعب لها
- شيكاغو بولز

## روابط خارجية
- جاي وليامز على موقع الاتحاد الدولي لكرة السلة (الإنجليزية)
- جاي وليامز على موقع إن بي أي (الإنجليزية)
- جاي وليامز على موقع سبورتس رفرنس (الإنجليزية)
- جاي وليامز على موقع كرة السلة الأوروبية.كوم (الإنجليزية)
- جاي وليامز على موقع كلية كرة السلة في سبورتس رفرنس.كوم (الإنجليزية)
- جاي وليامز على موقع ريلجم (الإنجليزية)
- جاي وليامز على موقع بروبوليرز (الإنجليزية)
- جاي وليامز على موقع قاعة المشاهير الجامعة الوطنية لكرة السلة (الإنجليزية)
- جاي وليامز على موقع سبورتس رفرنس (الإنجليزية)